# Dircemella marginata
Dircemella marginata es una especie de insecto coleóptero de la familia Chrysomelidae.
Fue descrita científicamente en 1879 por Baly.

## Tipos
- Dircemella batesi
- Dircemella dircemoides
- Dircemella humeralis
- Dircemella marginata
- Dircemella minuta